# Johan Zoutman
Johan Arnold Zoutman (Reeuwijk, 10 maggio 1724 – L'Aia, 7 maggio 1793) è stato un ammiraglio olandese, che durante la quarta guerra anglo-olandese fu comandante della squadra navale che partecipò alla battaglia di Dogger Bank (5 agosto 1781) contro quella britannica al comando di Sir Hyde Parker.

## Biografia

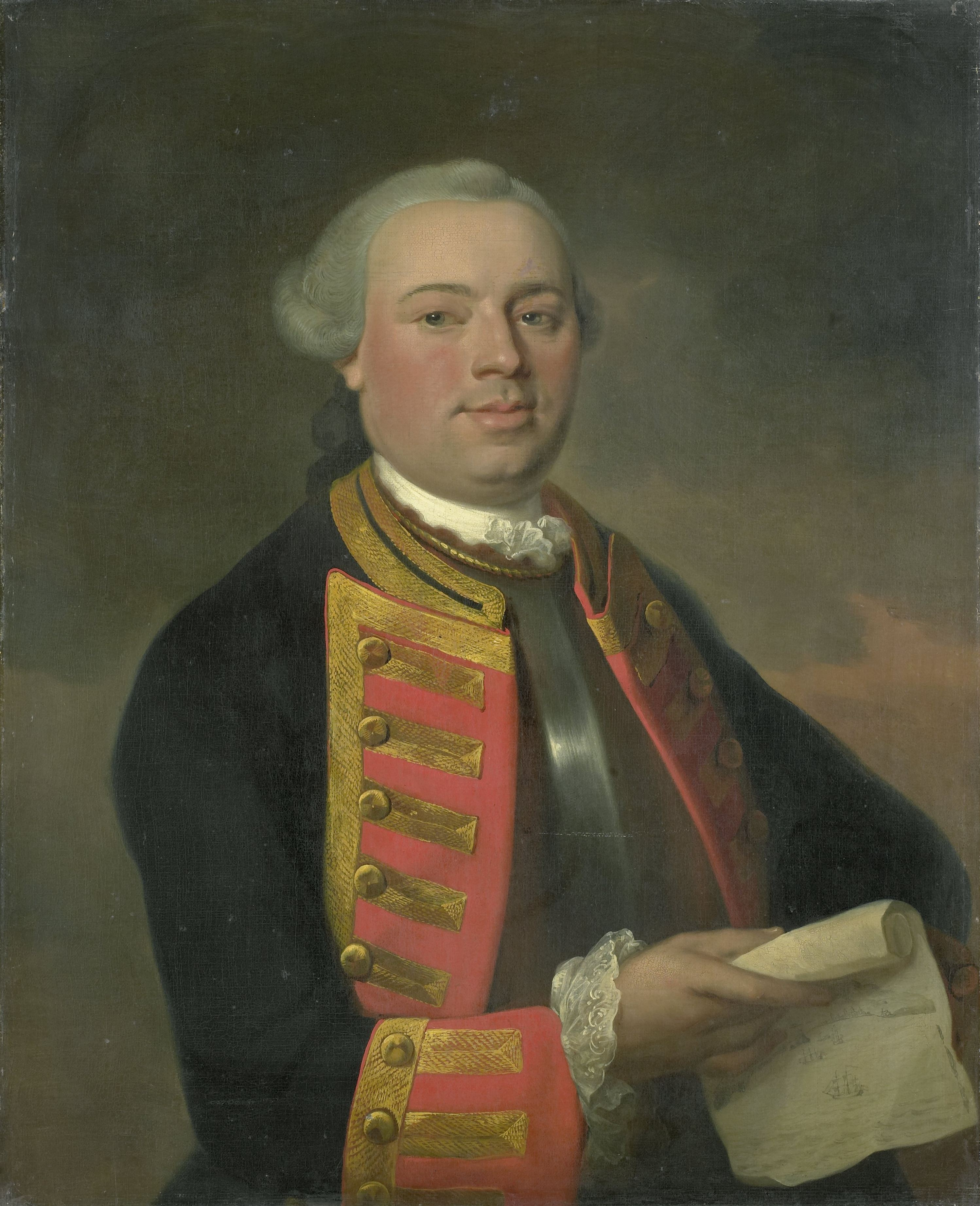
Johan Arnold Zoutman in un dipinto di August Christian Hauck del 1770.

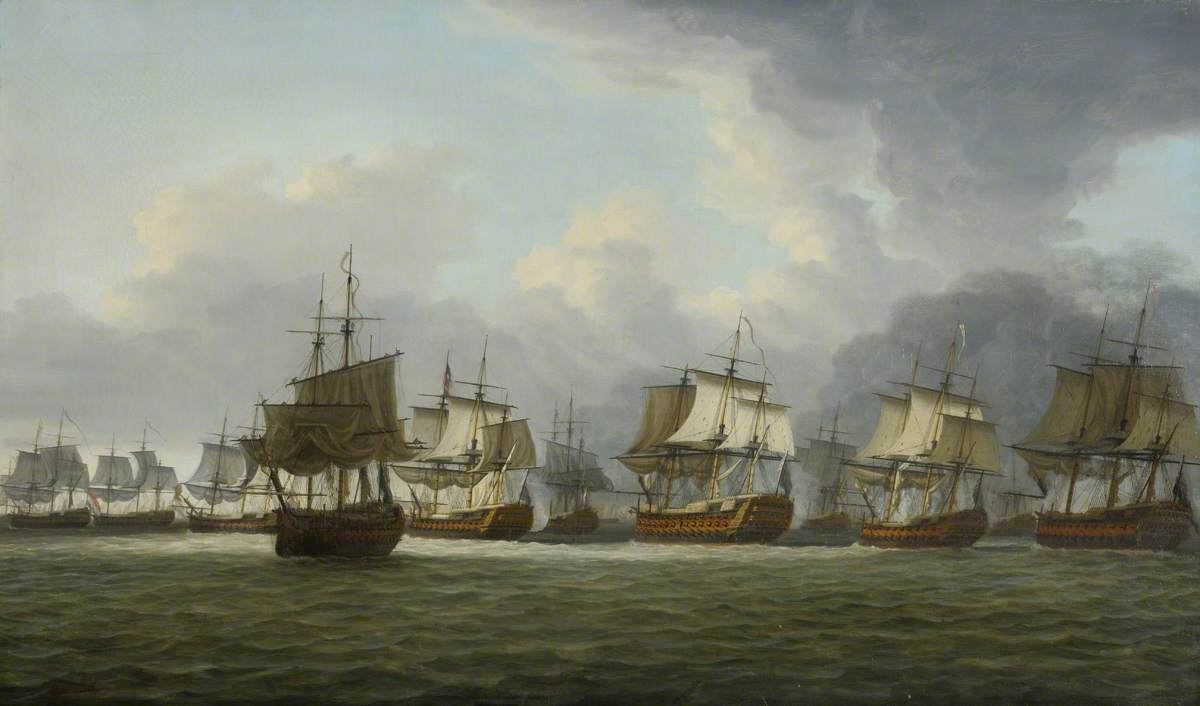
La battaglia di Dogger Bank, 5 agosto 1781.

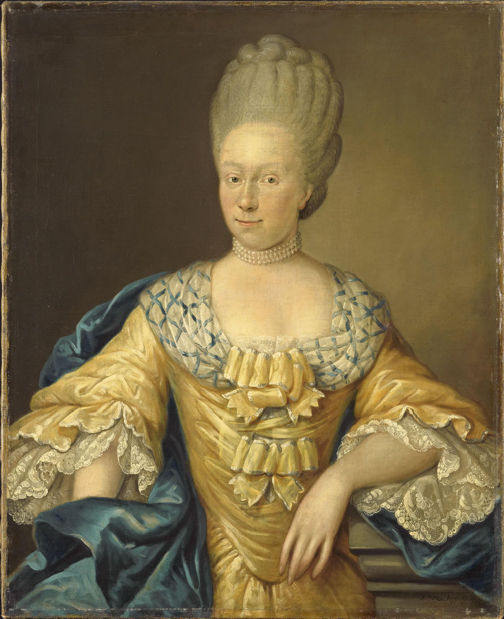
Adriana Johanna van Heusden in un dipinto di August Christian Hauck del 1770.

Nacque a Huize Kantwijk, vicino a Reeuwijk, il  10 maggio 1724, figlio di Johan Arnold, un avvocato e procuratore presso la Corte d'Olanda e Zelanda, e di Anna Margaretha van Petcum, all'interno di una agiata famiglia. Nel 1736, all'età di dodici anni, entrò al servizio presso l'Ammiragliato ad Amsterdam in qualità di guardiamarina. Dopo tre viaggi in mare, divenne tenente nel 1742, all'età di diciotto anni, e quattro anni dopo capitano. Nel 1744 partecipò ad un incidente in alto mare con navi francesi, in cui quasi si arrivò a un combattimento navale, e per questo fu brevemente imprigionato con altri ufficiali. Dal 1747 seguirono diverse nomine a comandante di unità, e nel 1749 sostenne un esame di navigazione.
Nel 1750 lo Statolder Guglielmo IV lo nominò capitano straordinario in mare, il che significava che da quel momento in poi fu il vicecomandante di una nave. Durante il suo primo viaggio in quanto tale, riempì in parte il giornale di bordo della sua nave con tutti i tipi di note sulla navigazione, a prova delle sue conoscenze e abilità. La sua carriera proseguì brillantemente, e prestò servizio sotto diversi ufficiali come Adriaan Roemer Vlacq e Adriaan van der Does, prima di essere promosso capitano di vascello il 19 maggio 1760.
Nel 1767 acquistò una grande casa patrizia con rimessa per le carrozze sul Prinsegracht per 16.000 fiorini. L'anno successivo, all'età di 44 anni, sposò a Geertruidenberg la signorina Adriana Johanna van Heusden, figlia dell'amministratore locale dei domini e dei beni spirituali Waltherus van Heusden. La coppia ebbe un totale di sei figli tra il 1769 e il 1780.
Dal 26 luglio 1770 al 27 aprile 1772 prestò servizio come capitano del vascello di linea Nassau Weilburg e comandò una squadra navale nel Mediterraneo al fine di condurre delle trattative con il Dey di Algeri, in particolare sul fastidio causato dai corsari barbareschi al traffico commerciale. Non ritornò in azione fino alla fine del 1776, quando assunse il comando della nave di linea Bellona sostituendo il capitano Lodewijk Graaf van Bylandt-Halt. Il 22 giugno 1779 fu promosso contrammiraglio. Dal 20 gennaio 1780 al 1 maggio 1782 alzò la sua insegna sul vascello Admiraal de Ruyter, allora al comando del capitano Anthonis Staring.
Il 20 dicembre 1780 la Repubblica delle Sette Province Unite entrò guerra con la Gran Bretagna. La quarta guerra anglo-olandese culminò con la battaglia di Dogger Bank il 5 agosto 1781. Alle 8:45 di quel giorno, al comando di sei vascelli di linea e una fregata pesante, impegnò combattimento contro una squadra navale britannica, forte di sette vascelli, al comando di Sir Hyde Parker. La battaglia terminò con una vittoria tattica degli olandesi, e fu celebrata in Patria come una grande vittoria.  Su suggerimento dello Statolder tutti i presenti a bordo delle navi ricevettero un premio pari a due mensilità di stipendio, ed egli fu promosso vice ammiraglio, mentre i tre capitani più anziani presenti allo scontro furono tutti promossi contrammiraglio. Come ulteriore premio per il suo brillante comando egli ricevette una medaglia d'oro commemorativa appesa a una catena d'oro del valore di 1.300 fiorini a nome degli Stati Generali della Repubblica delle Sette Province Unite. Ha ricevuto una spada d'oro direttamente dallo Statolder, e fu poi insignito della medaglia di Dogger Bank in oro.
Nel marzo del 1782 fu nominato capitano di una compagnia sotto il secondo battaglione del reggimento della marina del tenente ammiraglio Willem Baron van Wassenaar, e alla fine dell'anno partecipò alla fallita spedizione a Brest per sostenere l'alleato francese, un piano a cui egli si era opposto fin da subito.  Nel dicembre 1783 Guglielmo V propose la sua promozione a tenente-ammiraglio dopo la recente morte di Van Wassenaar, ma rifiutò tale offerta non volendo essere causa di alcun malcontento nel corpo degli ufficiali di marina.
Affettò da gotta, che ne tormentò gli ultimi anni di vita riducendone la mobilità, fu soprannominato "Zoutzak". Nel 1784 fu assegnato nominalmente in servizio presso l'Ammiragliato a Rotterdam, in modo da poter ricevere lo stipendio del defunto tenente-ammiraglio, pari a 2.400 fiorini, come pensione annuale. Questa pensione durò tutta la sua vita ed ebbe effetto retroattivo dal 5 agosto 1781. All'inizio del 1791 fu elevato al rango di tenente-ammiraglio straordinario, ricevendone lo stipendio di accompagnamento solo due anni dopo, alla morte del conte di Lodewijk van Bylandt-Halt. Il 1 gennaio 1793 gli venne affidato il comando del corpo degli artiglieri navali, di nuova costituzione, ma dovette rifiutare a causa della sua cattiva salute.
Si spense a L'Aia il 7 maggio 1793, e una settimana dopo fu sepolto nella tomba di famiglia di sua moglie a Groote Kerk a Geertruidenberg.
Nel 1798 venne costruito a Oranjestad, sull'isola di Aruba, Forte Zoutman ìche la più antica struttura olandese ivi presente. La Torre Guglielmo III è stata costruita all'ingresso ovest del forte nel 1868 e ha funzionato come torre dell'orologio, faro e stazione per le Forze di Polizia di Aruba. Il forte oggi ospita il Museo Storico di Aruba.

### Annotazioni
1. ↑  Successivamente ridesignato Doeslust.
2. ↑  I suoi legami con la corte dell'Aia favorirono le nozze. Geertruidenberg era di proprietà degli Orange, mentre l'allora principe d'Orange, Guglielmo V, era anche ammiraglio generale della flotta.

### Fonti
1. 1 2 3 4 5 6 7 8 9 10 11 12 13 14 15 16 17 18 19 20 21 22 23 24 25 26 27  Biografisch Woordenboek van Nederland: 1780-1830.
2. ↑  de Jonge 1861, Vol.5, p. 30.
3. 1 2  de Jonge 1861, Vol.5, p. 35.